# Кортандоне
Кортандо̀не (на италиански: Cortandone; на пиемонтски: Cortandon, Кортандон) е село и община в Северна Италия, провинция Асти, регион Пиемонт. Разположено е на 219 m надморска височина. Населението на общината е 327 души (към 2014 г.).